# L'amour est dans le jardin
L'amour est dans le jardin (Ein Sommer in Long Island) est un téléfilm allemand réalisé par Sibylle Tafel et diffusé en 2009.

## Résumé
Nick Porter, un homme d'affaires, commence une histoire d'amour avec Holly, au cours d'un jogging jusqu'à la propriété de son demi-frère, Ben, un écrivain reclus qui fut autrefois le premier amour d'Holly. L'attitude de Ben prend Holly et Nick de cours, mais quand Nick apprend que son frère a un cancer incurable, il pousse Holly à entamer une histoire avec Ben, dans l'espoir qu'il accepte de prendre un traitement.

## Fiche technique
- Scénario : Jane Ainscough
- Durée : 90 min
- Pays :  Allemagne

## Distribution
- Petra Schmidt-Schaller : Holly
- Max von Thun : Benjamin "Ben" Goldman
- Marc Hosemann : Nick Porter
- Elloise Cupido : Joy Sheppard
- Horst Sachtleben et Irshad Panjatan : Monsieur Yuki
- Matthias Komm : Carl Johnson
- Lucy Holgate : Jacqueline
- Sinalo Jantjies : Albert Sheppard
- Aidan Omar : Winston Sheppard
- Bathandwa Tshasilanye : George Sheppard